# Westernpferd
Als Westernpferd bezeichnet man nordamerikanische Pferderassen, die für das Westernreiten gezüchtet und eingesetzt werden. Dies sind insbesondere das American Quarter Horse und das Paint Horse. Weitere amerikanische Westernpferde sind Appaloosa, Colorado Ranger, Criollo und Palomino.
Im weitesten Sinn kann der Begriff Westernpferd für ein Pferd beliebiger Rasse stehen, das für das Westernreiten ausgebildet ist. Als europäische Pferde kommen dafür  Freiberger und Haflinger infrage.

## Bilder

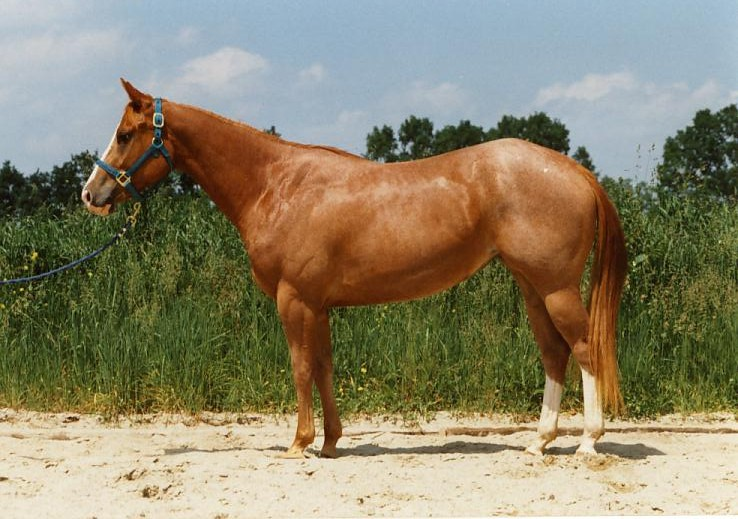
American Quarter Horse
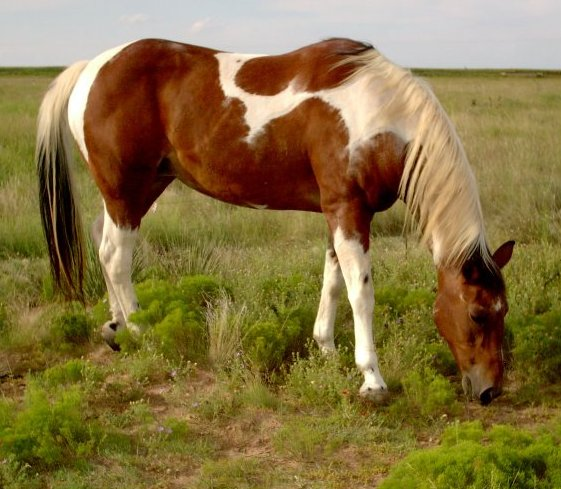
Paint Horse
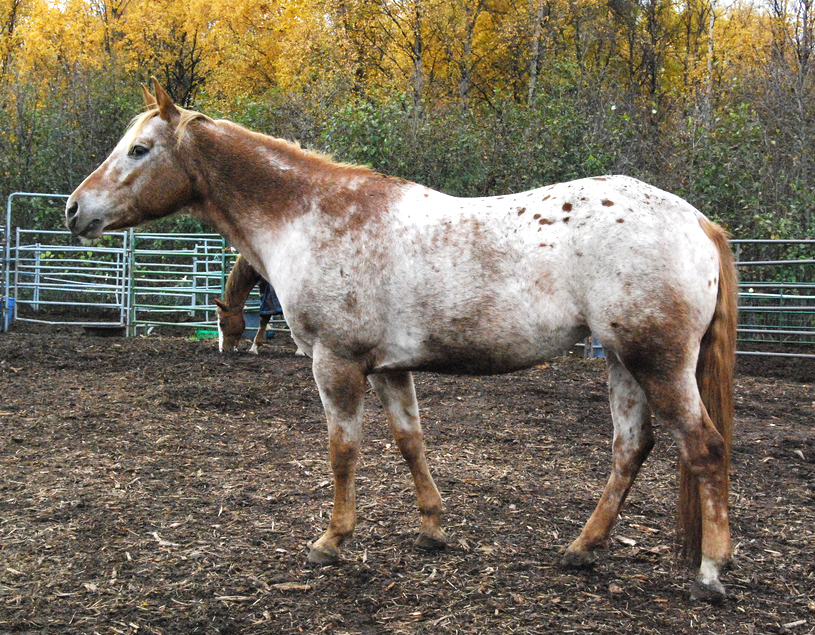
Appaloosa
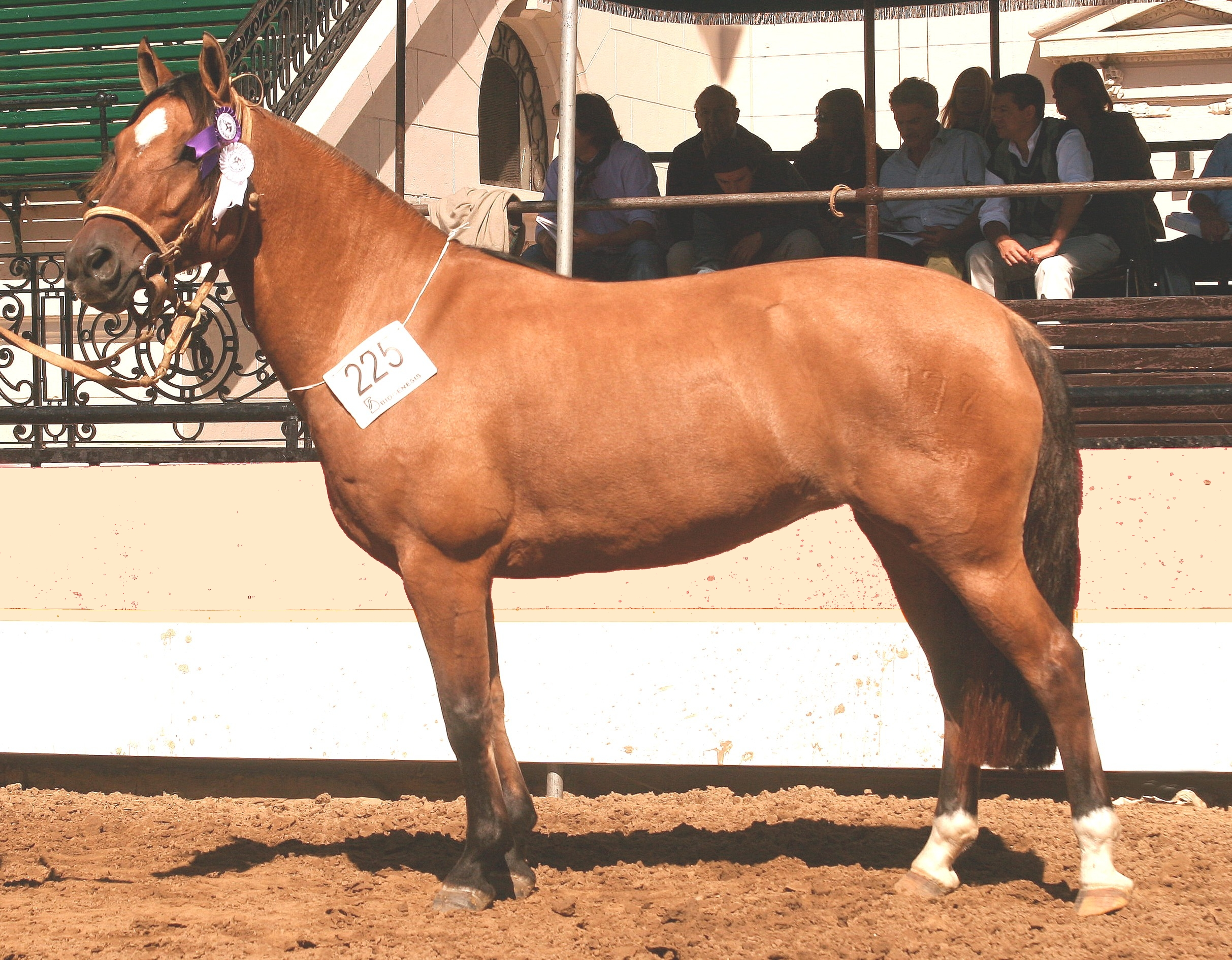
Criollo
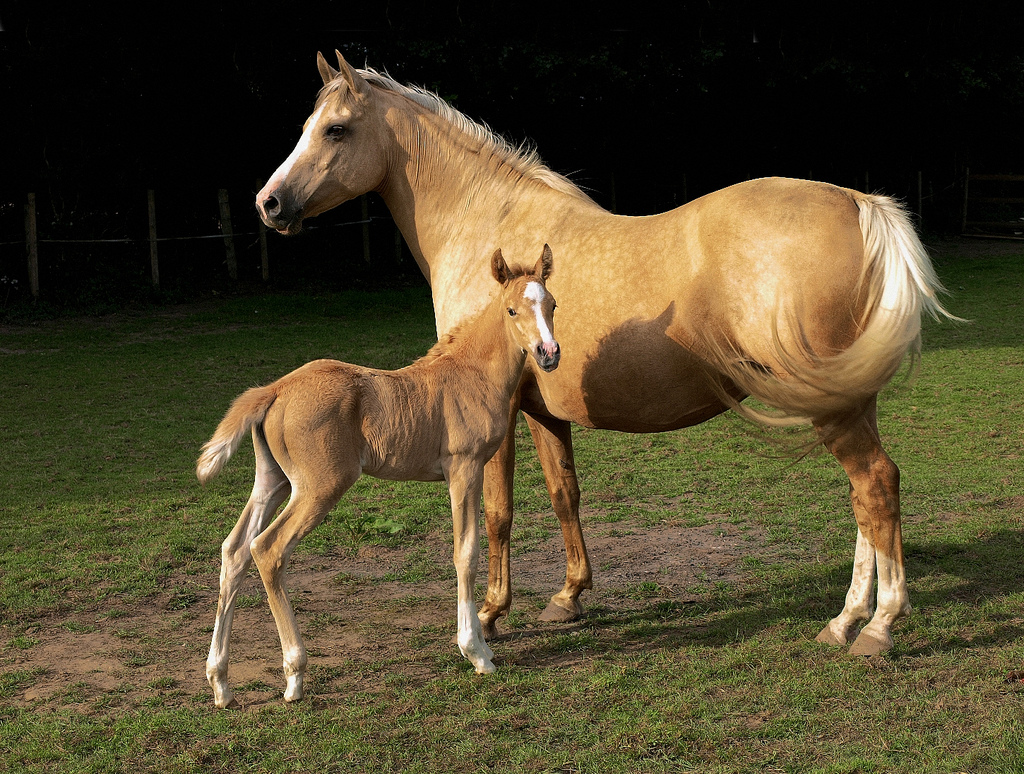
Palomino als Farbzucht